# Balanerpeton woodi
Balanerpeton woodi és un gènere extint de temnospòndil representat per una única espècie descoberta per Stanley Wood en East Kirkton, Escòcia. Característiques úniques del Balanerpeton inclouen la presència de fosses nasals grans i externes, una cavitat gran de l'interpterigoïdeu i una orella amb membrana timpànica i estrep semblant a una vara. La morfologia del seu estrep suggereix que Balanerpeton era capaç de sentir sons d'altes freqüències. Balanerpeton no posseeix línia lateral ni un sistema branquial osificat. El seu mètode de respiració principal era probablement bucal (empassant aire a través de la boca) més que costal (expandir el volum del pit per prendre aire), indicat per les seves costelles, les quals eren rectes i reduïdes.